# Stepurîne, Romnî
Stepurîne (în ucraineană Степурине) este un sat în comuna Pohoja Krînîțea din raionul Romnî, regiunea Sumî, Ucraina.

## Demografie
Componența lingvistică a localității Stepurîne
     Ucraineană (98,04%)
     Rusă (1,96%)
Conform recensământului din 2001, majoritatea populației localității Stepurîne era vorbitoare de ucraineană (98,04%), existând în minoritate și vorbitori de rusă (1,96%).